# Вирджиния Уейд
Сара Вирджиния Уейд (на английски: Sarah Virginia Wade) е бивша британска тенисистка.
Печели 3 титли на сингъл от Големия шлем и 4 титли на двойки. Отделно от това печели Уимбълдън на сингъл на 1 юли 1977 г. – точно на 100-годишната от основаването на турнира, и става последния тенисист от Острова, който печели турнира. Също така е последният тенисист от острова, печелил турнир от Големия шлем.
Включена е в Международната тенис зала на славата през 1989 г.